# Littérature (revistă)
 Littérature  a fost o revistă literară, deschizând calea și promovând „aventura artistică” seculară a suprarealismului, ce a avut totuși și o anumită scurtă orientare temporară dadaistă (care a durat circa un an).
Revista, cu tendințe literare ambițioase, demostrate ulterior de puternica sa influență contemporană și ulterioară, a fost editată de André Breton, Philippe Soupault și Louis Aragon, în primii ani ai acesteia, apoi doar de Breton și Soupault, respectiv doar de Breton în ultimii ani ai apariției sale.
Primul său număr a fost publicat pe 19 martie 1919 și după o scurtă intrerupere (de circa cinci luni, între 1921 și 1922) și-a reluat publicarea până în iunie 1924, după care a fost practic desființată, odată cu puternica afirmare artistică europeană a suprarealismului. 

## Istoric

### Prima serie — martie 1919 – mai 1921
În februarie 1919, Aragon, Breton și Soupault („Cei trei mușchetari,” așa cum erau porecliți cei trei, de către scriitorul Paul Valéry) plănuiau să publice o recenzie literară într-un spirit nou, inspirat de Guillaume Apollinaire.
Primul număr propune astfel obiective de reînnoire destul de modeste, deoarece apar „marii antimoderniști,” precum erau considerați în epocă André Gide și Paul Valéry. Alături de ei sunt și alți autori renumiți ai timpului, precum Blaise Cendrars, Léon-Paul Fargue și Max Jacob, ale căror nume ofereau și confereau o anumită garanție a valorii literare a revistei prin prisma eseurilor publicate de aceștia.
Printre comentariile timpului, cel de mai jos se referea precis la următoarele trei numere ale revistei (2, 3 și 4), ca fiind:
| “ | [Un] depozit consolidat, pentru numerele 2-4, care publică texte mai ales «moarte, dar ilustre»: [precum ar fi cele ale lui] Apollinaire, apoi Stéphane Mallarmé și Arthur Rimbaud. [Revista] Littérature pare să nu fie altceva decât un alt periodic literar, modern dar tradițional, chemat să preia SIC și Nord-Sud” | ” |

, se sublinia în comentariul de atunci, al lui Michel Sanouillet, remarcat de criticii Pierre Albert-Birot și Pierre Reverdy.
Abia după publicarea numărului 9, din noiembrie 1919, au izbucnit „discuțiile aprinse,” declanșate în jurul unei anchete referitoare la importanta întrebare, 
„De ce scrii?”
 adresată tuturor celor ce scriau atunci, a cărei publicare a răspunsurilor a ocupat următoarele trei numere. Sondajul a primit 83 de răspunsuri și acest proces jurnalistic a dat o nouă viață revistei, care nu a fost perturbată de sosirea la Paris a lui Tristan Tzara în ianuarie 1920.

### OrientareaDada(mai 1920 - august 1921)
Publicarea revistei Littérature a încetat pentru vreo trei luni (după numărul din februarie 1920) și nu a reapărut decât în mai, când dadaismul parizian a fost la apogeu. Astfel, acest număr 13 a publicat cele douăzeci și trei de manifeste dadaiste. Această înclinație dadaistă a continuat până în august 1921 și s-a remarcat prin colaborarea cu tineri poeți și alți artiști necunoscuți la acea vreme, precum Max Ernst, Francis Picabia și Georges Ribemont-Dssaisignes, pe lângă Aragon, Breton și Soupault. Cu toate acestea, după circa un an, relațiile cu Tristan Tzara s-au răcit și Breton nu i-a mai împărtășit orientările sale „pur dadaiste.”

### A doua serie — martie 1922 – iunie 1924
Revista a reapărut, sub formula celei de-a doua serii, martie 1922 sub conducerea lui André Breton și Philippe Soupault.
| “ | În afară de culoarea copertei, nimic nu se schimbă: [...] același gust pentru investigațiile provocatoare [...] același ton trufaș și sfâșietor. | ” |

, raportează super-tardiv, după șase decenii, în 1993, același Michel Sanouillet
Cu o fotografie a lui Man Ray pe coperta, acest nou număr demonstrează interesul pentru inconștient (și „netezirea” introducerii ulterioare a conceptului de Surréalisme) prin publicarea interviului lui Sigmund Freud cu André Breton și descrierea amănunțită celor trei vise ale acestuia din urmă.
Următorul număr al Littérature a marcat ruptura definitivă cu Dada întrucât Breton a devenit directorul unic al revistei și a publicat eseul Lachez tout (Lasă / Lăsăm totul) ... «Dada nu a fost un început, ci un sfârșit.» În cele din urmă, Robert Desnos și Max Morise s-au alăturat echipei literare.
Dificultățile financiare nu au permis publicarea regulată până la ultimul număr din iunie 1924. Acest ultim număr și-a împodobit coperta cu fotografia Le Violon d'Ingres (Vioara lui Ingres), de Man Ray și s-a încheiat cu o pagină goală, intitulată semnificativ Colaborarea mea cu literatura de Roger Vitrac.

### Probleme
Tirajul în scădere al revistei l-a determinat pe Breton să înceteze publicarea acesteia după numărul din august 1921.
În martie 1922, Breton a relansat și a rebrandat reaparița revistei cenzia cu o coperta recurentă înfățișând un desen de Man Ray cu o pălărie de cilindă strălucitoare și titlul „Littérature: New Series”. Noua direcție a revizuirii va fi în cele din urmă exclusiv sub conducerea lui Breton, după plecarea lui Aragon și Soupault.
Breton avea în vedere ca imaginea de copertă, creată de Man Ray, să fie înlocuită cu noi desene, create în fiecare lună de Francis Picabia, căruia i-a dat carte blanche. Picabia s-a bazat pe imagini religioase, iconografia erotică și iconografia jocurilor de noroc.
În 1923, revista înregistra vânzări reduse, așa că Breton a decis să limiteze publicarea la numere speciale. Prima a apărut la 15 octombrie 1923; următorul a apărut în iunie 1924 și nu au urmat altele.

## Expoziții
- "Man Ray, Picabia et la revue Littérature (1922-1924)" 2 July - 15 September 2014 at Centre Pompidou.